# Ducato di Carinzia
Il Ducato di Carinzia fu un ducato del Sacro Romano Impero dal 976 sino alla sua caduta nel 1806. In seguito fu parte dell'Impero austriaco sino alla sua annessione da parte dell'Impero francese, secondo quanto stabilito dal trattato di Schönbrunn del 1809.

## Storia

### Dalla Carantania alla Marca di Carinzia
Nei primi secoli dell'Alto Medioevo le Alpi nord-orientali vennero interessate dalla penetrazione degli Slavi, i quali nel VII secolo fondarono il principato di Carantania. Il suo centro principale era Karnburg e si estendeva su un territorio comprendente gli odierni Tirolo Orientale, Carinzia, Stiria e Carniola, nonché le regioni del Lungau e dell'Ennspongau del Salisburghese e le parti meridionali dell'Alta Austria e della Bassa Austria).
Successivamente il principato zona entrò nell'orbita dei Bavari dai quali venne conquistato attorno al 743, sotto i duchi dei Bavari Odilone di Baviera e Tassilone III di Baviera. Dal 788 entrò a far parte dell'Impero carolingio, mentre nell'843 il Trattato di Verdun lo assegnò al Regno dei Franchi Orientali di Ludovico II il Germanico, nipote di Carlo Magno. Al fine di combattere le incursioni che colpivano il regno di Germania da est, nell'889 re Arnolfo di Carinzia stabilì nella regione un distretto di frontiera conosciuto con il nome di Marca di Carinzia, posto sotto la giurisdizione del Ducato di Baviera.

### Istituzione del ducato

Stemma ducale della Carinzia fino al 1256

Nel 976, in seguito alle rivolte del duca Enrico II di Baviera, l'imperatore Ottone II scorporò la Carinzia dalla Baviera, trasformandola in ducato autonomo, e nominò Ottone suo primo duca, assegnandogli anche il controllo della Marca di Verona, la quale era parte del Regno d'Italia. Nel 995 Adalberone I di Eppenstein divenne margravio mentre nel 1012 fu nominato duca di Carinzia e la sua famiglia governò sul ducato di Carinzia sino al 1122, anno della morte di Enrico V di Carinzia. Tuttavia nel 1035 l'imperatore revocò ad Adalberone il titolo di duca e scorporò dal ducato la Marca di Stiria, mentre nel 1040 venne scorporata la Marca di Carniola. Dopo il 1122 il territorio del ducato fu diviso tra Ottocaro II di Stiria e tra Enrico VI Carinzia. Ultimo membro della famiglia Spanheim a governare sul ducato di Carinzia, Ulrico III, alla morte scelse come erede Ottocaro II di Boemia, figlio del re di Boemia Venceslao I. Nonostante il tentativo di Filippo di Spanheim di tornare in possesso del feudo di famiglia appoggiato dall'imperatore Rodolfo I, non riuscì a sopraffare Ottocaro.

### Il dominio degli Asburgo
Rodolfo, dopo aver combattuto e sconfitto Ottocaro, affidò il ducato di Carinzia a Mainardo II di Tirolo-Gorizia. Nel 1335, dopo la morte del figlio di Mainardo, Enrico di Carinzia e Tirolo, ultimo membro maschio di questa dinastia, l'imperatore Ludovico il Bavaro affidò la regione, come feudo imperiale a un membro della casa d'Asburgo che governò sulla Carinzia sino al 1918. Come le altre regioni dell'Impero, la Carinzia rimase per lunghi anni semi-dipendente. Gli Asburgo si divisero la regione tra di loro nel 1379 con il trattato di Neuberg e nel 1564. In quell'anno il ducato divenne parte dell'Austria Interiore e fu amministrata assieme al ducato di Stiria e a quello di Carniola. Infine venne annesso alle Province Illiriche del Primo Impero francese in seguito al trattato di Schönbrunn del 1809.

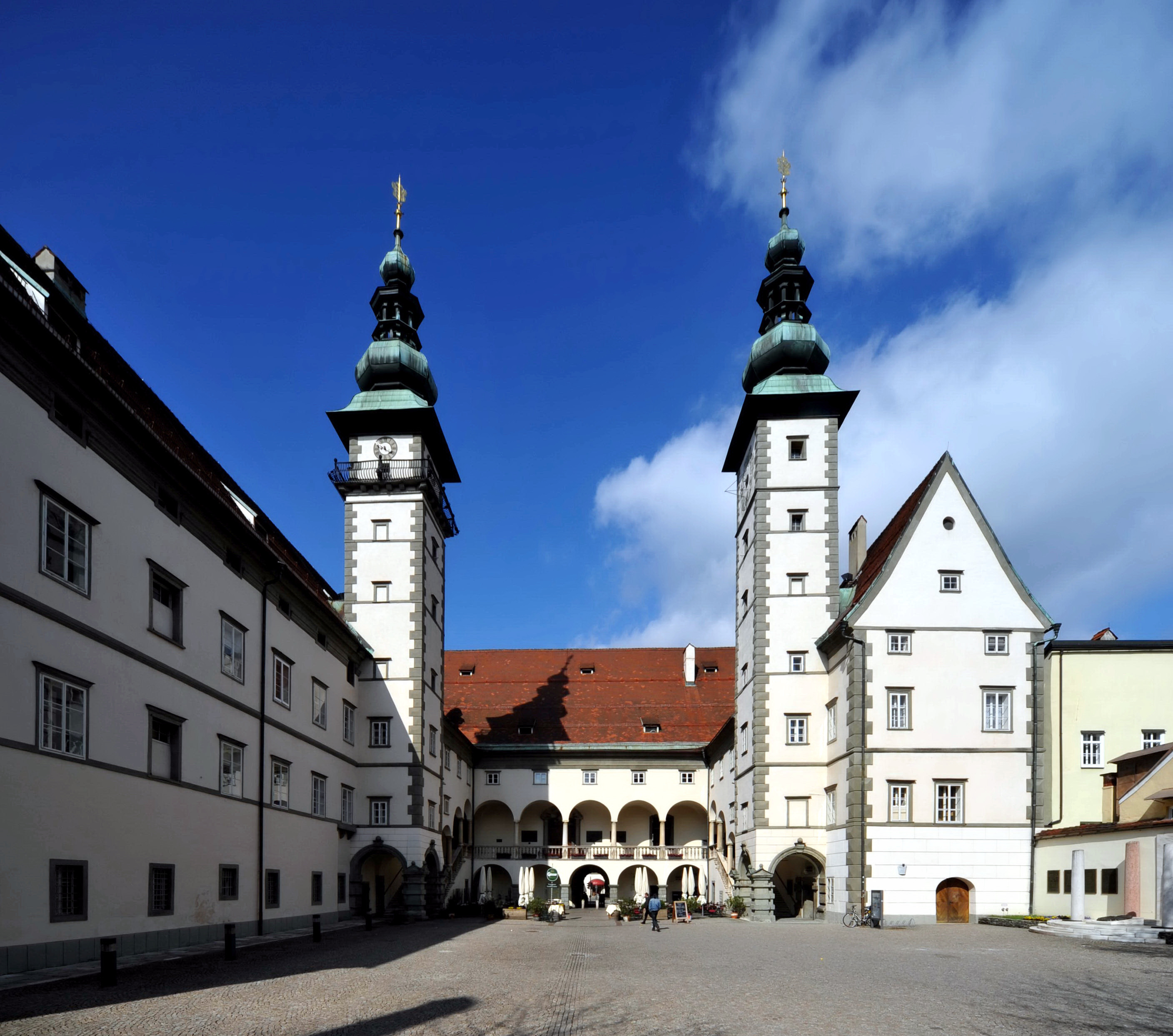
Il Landhaus di Klagenfurt
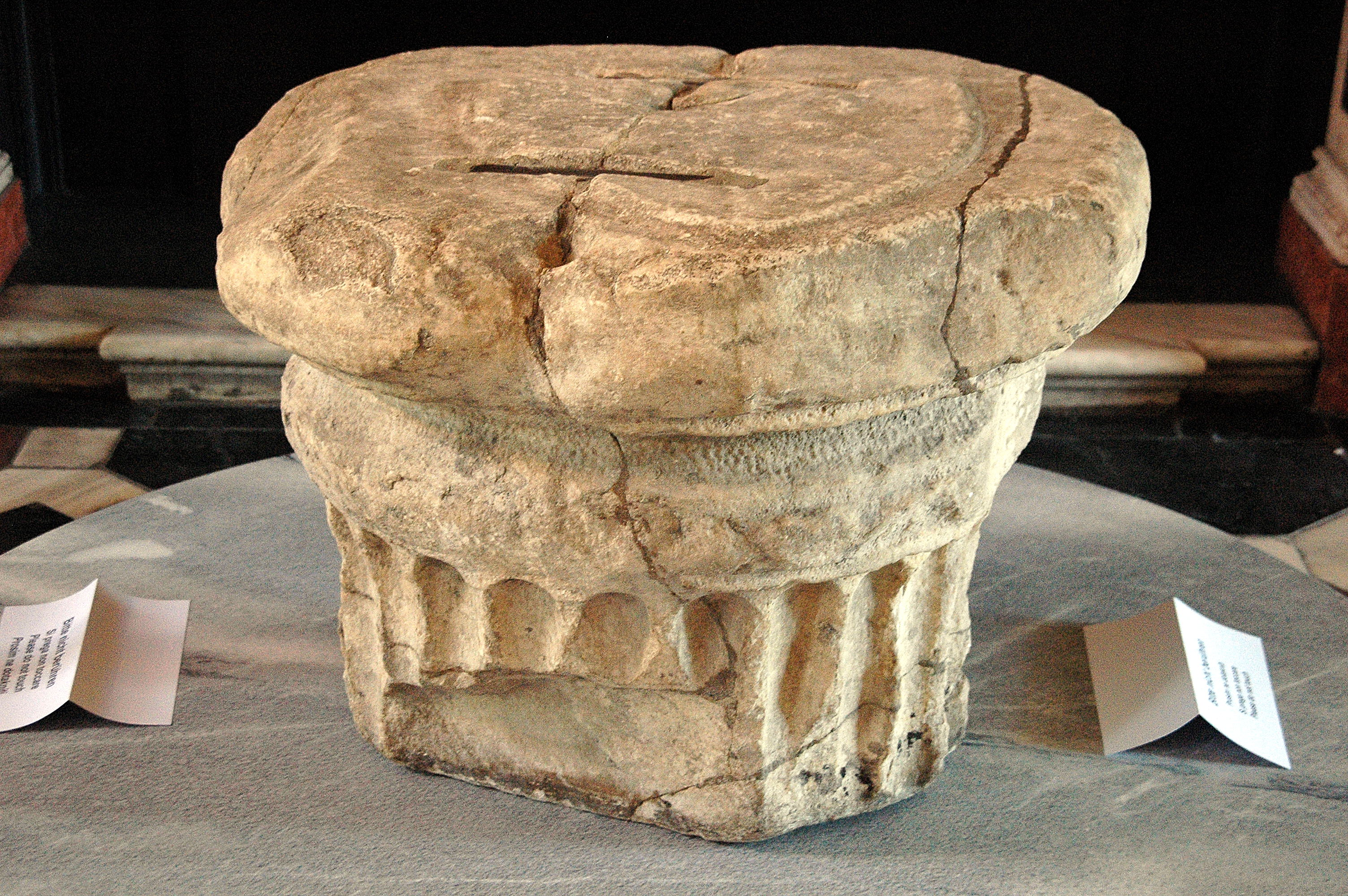
La Pietra del Principe (Knežji kamen)
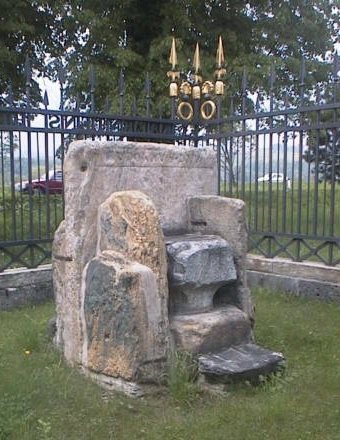
Il Trono Ducale conservato a Maria Saal (Herzogstuhl o Vojvodski prestol)

## Duchi di Carinzia

### Non dinastici
- Enrico I (I) (976-978), anche Duca di Baviera 983-985
- Ottone I (I) (978-985)
- Enrico I (II) (985-989)
- Enrico II (989-995), anche Duca di Baviera 985-995
- Enrico III (995-1002), anche Duca di Baviera 995-1005
- Ottone I (II) (1002-1004)
- Corrado I (1004-1011)
- Adalberone (1011-1035)
- Corrado II (1036-1039)
- Enrico IV (1039-1047), anche Duca di Baviera 1026-1041 e Imperatore del Sacro Romano Impero 1046-1056
- Guelfo (1047-1055)
- Corrado III (1056-1061)
- Bertoldo II (1061-1077)
- Liutpoldo (1077-1090)
- Enrico V (1090-1122)

### Sponheim
- Enrico IV (1122-1123)
- Engelberto (1123-1134)
- Ulrico I (1134-1144)
- Enrico VII (1144-1161)
- Ermanno (1161-1181)
- Ulrico II (1181-1201)
- Bernardo (reggente dal 1199, duca 1202-1256)
- Ulrico III (1256-1269)

### Non dinastici
- Ottocaro (1269-1276), anche Re di Boemia 1253-1278
- Rodolfo I (1276-1286), anche Re di Germania 1273-1291

### Gorizia-Tirolo
- Mainardo (1286-1295)
- Enrico V (1295-1335), anche Re di Boemia 1306/1307-1310, assieme ai fratelli
  - Luigi (1295-1305)
  - Ottone III (1295-1310)

### Asburgo
- Ottone IV (1335-1339), assieme al fratello
  - Alberto II (1335-1358)
- Federico (1358-1362), assieme al fratello
  - Rodolfo II (1358-1365)
- Alberto III (1365-1395)

#### Linea Leopoldiniana degli Asburgo
- - Leopoldo (1379-1386)
  - Guglielmo (1386-1406)
- Ernesto
- Federico (1424-1493)

#### Territorio riunificato ai domini asburgici 1458
- Massimiliano I (1493-1519), anche Imperatore del Sacro Romano Impero 1508-1519
- Carlo I (1519-1521), anche Imperatore del Sacro Romano Impero 1519-1556
- Ferdinando I (1521-1564), anche Imperatore del Sacro Romano Impero 1558-1564

#### Linea dei Duchi dell'Austria Interna degli Asburgo
- Carlo II (1564-1590)
- Ferdinando II (1590-1637), anche Imperatore del Sacro Romano Impero 1619-1637

Da questo momento in poi tutti gli imperatori della casa d'Asburgo portarono automaticamente anche il titolo di duchi di Carinzia